# 詹火生
詹火生（1949年2月10日—），嘉義縣人，台灣社會福利學者，曾任行政院勞工委員會主任委員、總統府國策顧問、台灣大學社會工作學系教授、中正大學社會福利研究所教授兼所長，現任兩岸共同市場基金會董事長、王道銀行獨立董事、弘光科技大學老人福利與事業系講座教授、國立暨南國際大學社會政策與社會工作學系榮譽講座教授

## 外部連結
1. ↑  . 中華民國總統府.   [2009-05-05]. （原始内容存档于2021-01-21）.
2. ↑  . 2015-03-06. （原始内容存档于2021-01-19）.
3. ↑  . （原始内容存档于2021-01-23） （中文（臺灣））.
4. ↑  . dsw.ccu.edu.tw. （原始内容存档于2021-03-01） （中文（臺灣））.
5. ↑  . www.crossstrait.org. 2017-08-28. （原始内容存档于2008-03-12） （中文（臺灣））.
6. ↑  . www.o-bank.com （中文（臺灣））.

| 中華民國政府職務 | 中華民國政府職務                                            | 中華民國政府職務 |
| ---------------- | ----------------------------------------------------------- | ---------------- |
| 行政院           |                                                             |                  |
| 前任： 許介圭    | 行政院勞工委員會主任委員 第五任 1998年2月1日－2000年5月20日 | 繼任： 陳菊      |